# Rutilo Felipe Pozos Lorenzini
Rutilo Felipe Pozos Lorenzini (ur. 15 lutego 1967 w Rancho San Diego) – meksykański duchowny rzymskokatolicki, biskup pomocniczy Puebla de los Angeles w latach 2014–2020, biskup diecezjalny Ciudad Obregón od 2020.

## Życiorys
Rutilo Felipe Pozos Lorenzini urodził się 15 lutego 1967 w Rancho San Diego. Studiował w seminarium Palafoxiano filozofię i teologię w Pueblu. Posiada licencjat z duchowości i dyplom dla formatorów seminariów Papieskiego Uniwersytetu Gregoriańskiego w Rzymie. Święcenia prezbiteratu przyjął 29 czerwca 1993.
Po święceniach pełnił następujące stanowiska: wikariusz parafii w niektórych parafiach w mieście Pueblo; asystent Diecezjalny ds. Katechezy Rodzinnej i koordynator Duszpasterstwa Rodzinnego; profesor na kursie wprowadzającym w Wyższym Seminarium Duchownym i kapelan Służebnic Najświętszego Serca Pana Jezusa; 2008–2013: rektor Wyższego Seminarium Duchownego Palafoxiano w Puebla, a także przewodniczący Diecezjalnej Komisji ds. Ministerstw.
6 grudnia 2013 papież Franciszek prekonizował go biskupem pomocniczym archidiecezji Puebla de los Angeles ze stolicą tytularną Satafis. 3 marca 2014 otrzymał święcenia biskupie w archikatedrze Matki Boskiej Niepokalanie Poczętej. Głównym konsekratorem był Víctor Sánchez Espinosa – arcybiskup metropolita Puebla de los Angeles, zaś współkonsekratorami byli: kardynał Norberto Rivera Carrera – arcybiskup metropolita Meksyku, kardynał Juan Sandoval Íñiguez – emerytowany arcybiskup Guadalajary, arcybiskup Rosendo Huesca Pacheco – emerytowany metropolita Puebla de los Angeles, biskup Gilberto Valbuena Sánchez – emerytowany biskup Colima, i Eugenio Andrés Lira Rugarcía – biskup pomocniczy Puebla de los Angeles. Jako zawołanie biskupie przyjął słowa „Fiat mihi secundum Verbum tuum” (Niech mi się stanie według słowa Twego).
15 września 2020 papież Franciszek mianował go biskupem diecezjalnym Ciudad Obregón. Ingres do katedry Najświętszego Serca Pana Jezusa, w trakcie którego kanonicznie objął urząd, odbył 14 listopada 2020.